# Wappen von Kłodzko

Wappen der Stadt

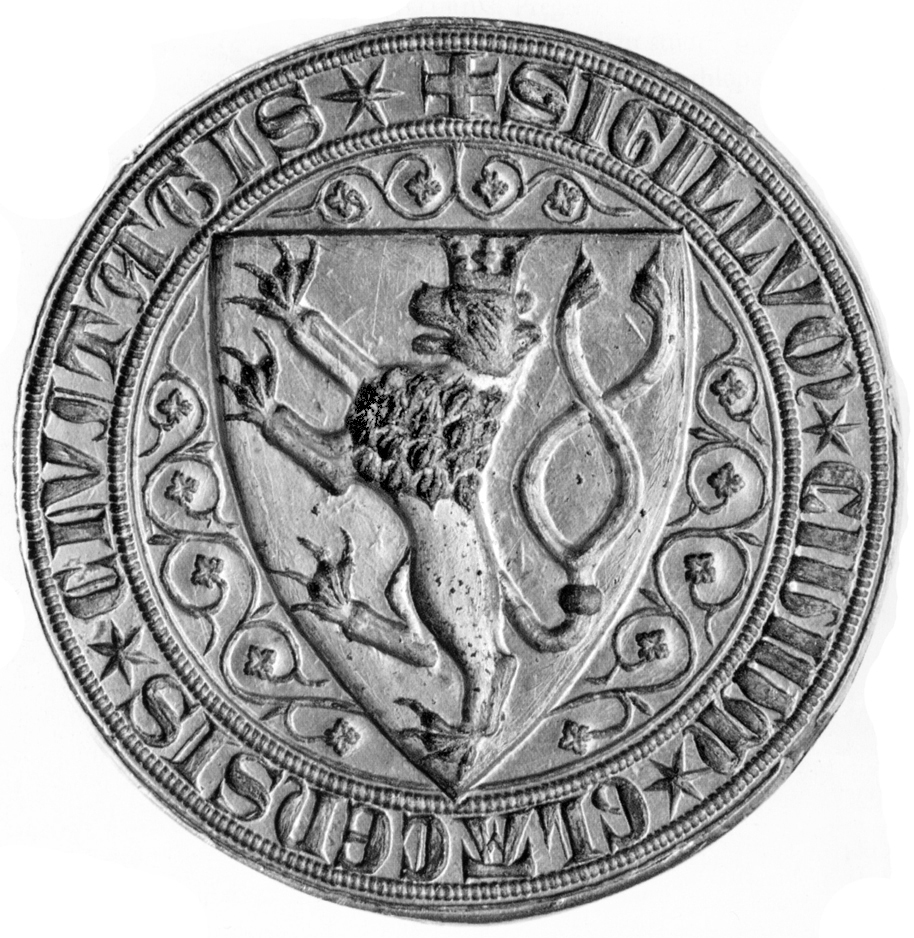
Großes Siegel aus dem 13. Jahrhundert

Das Wappen der Stadt Kłodzko (Glatz) zeigt einen silbernen (weißen) Löwen mit goldener Krone vor einem roten Hintergrund. Es geht zurück auf die mittelalterlichen Siegel der Stadt. Bei dem im Stadtwappen dargestellten Löwen handelt es sich um den Böhmischen Löwen.
Dem Wappen von Kłodzko ähnelt das Wappen der Stadt Bystrzyca Kłodzka (Habelschwerdt).

## Beschreibung
Blasonierung = Im roten Schilde der aufgerichtete, doppelgeschwänzte und goldgekrönte silberne Löwe des Königreichs Böhmen.
Die zugehörige Stadtflagge ist gold-rot.

## Geschichte
Bereits im 13. Jahrhundert findet sich ein Großes Siegel mit der Inschrift „Sigillum civivm Glacensis civitatis“ mit einem bekrönten Löwen. In diesem ersten Siegel ist das Siegelfeld mit Blumenranken angereichert. Auch auf späteren Siegeln blieben die Symbole unverändert.
Das Wappen wurde der Stadt während der Amtszeit des Königs Ottokar II. Přemysl verliehen (1253–1278). Ein genauer Zeitpunkt ist nicht bekannt.
1550 kam ein Gerichtssiegel auf, das zweigespalten ist. Heraldisch links befindet sich ein schwarzes G (Minuskel-Initiale des Stadtnamens Glatz) auf goldenem Grund und rechts die beiden goldenen Schrägbalken der Grafschaft Glatz im roten Feld. Die Umschrift lautet: „DES . GERICHTES . SIGL . GLOCZ“.

## Das Wappen als Schmuck
Das Wappen befindet sich an einigen Bauwerken als Fassadenschmuck, u. a. mehrfach am Rathaus.

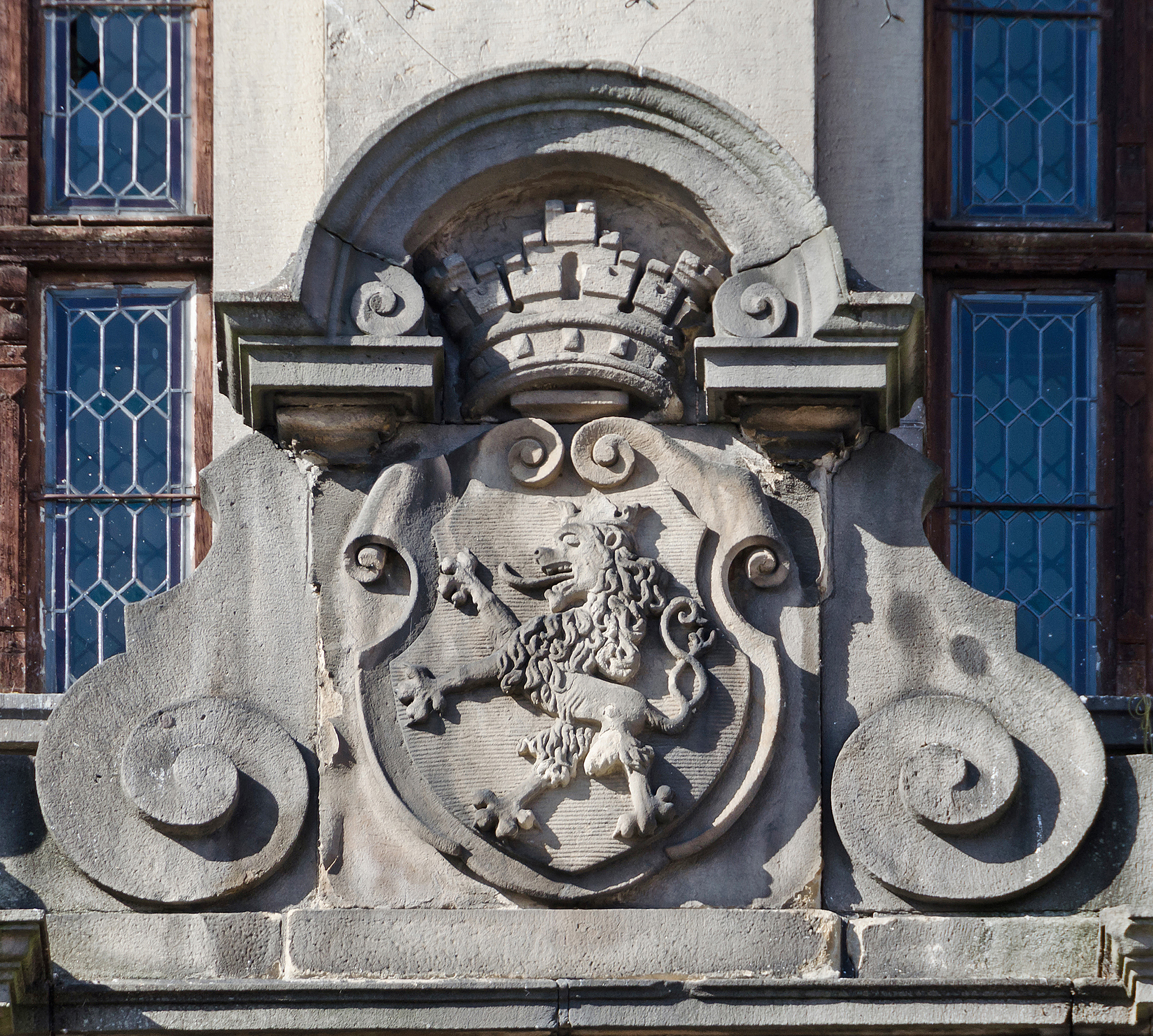
Am Rathaus
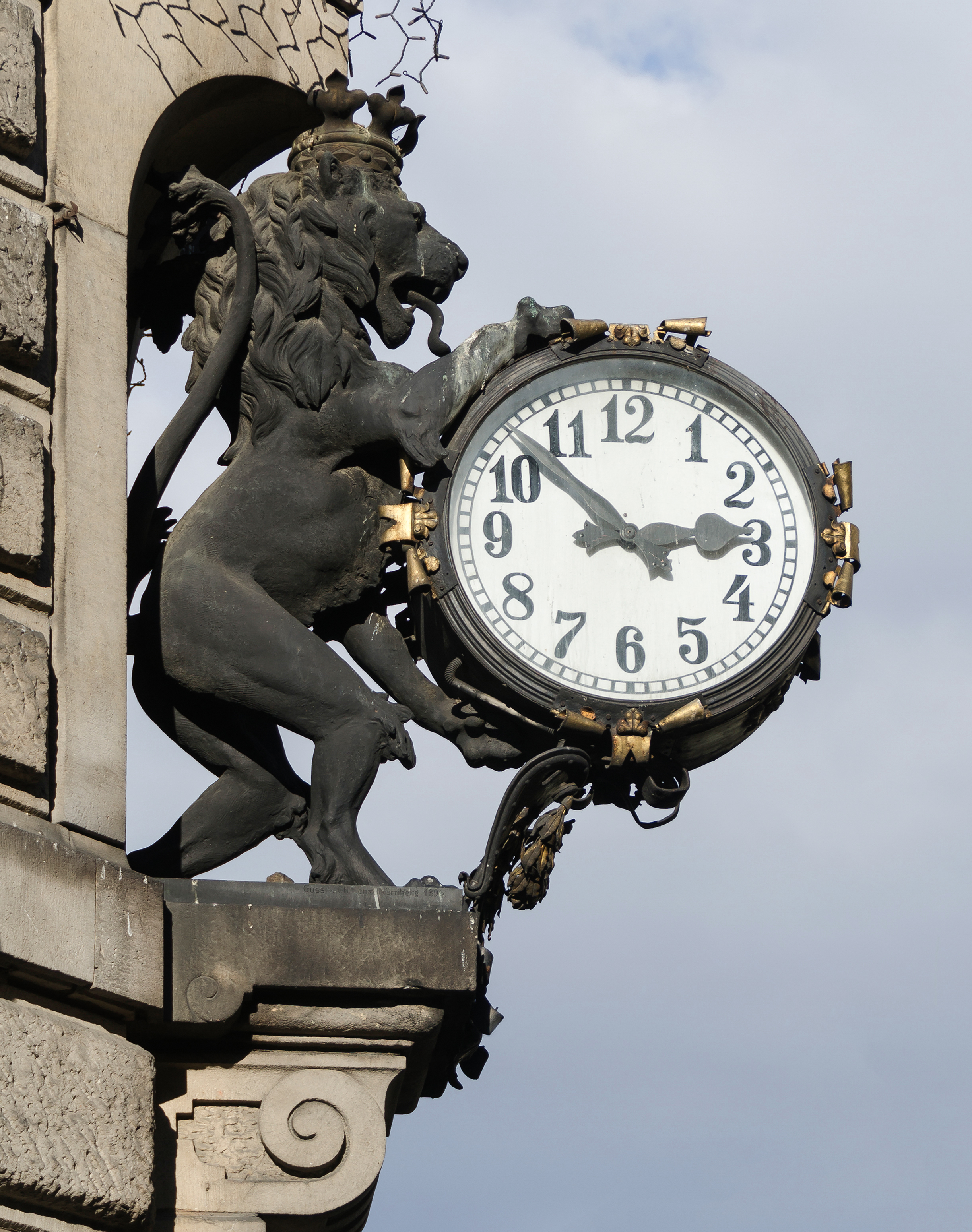
Als Skulptur am Rathaus
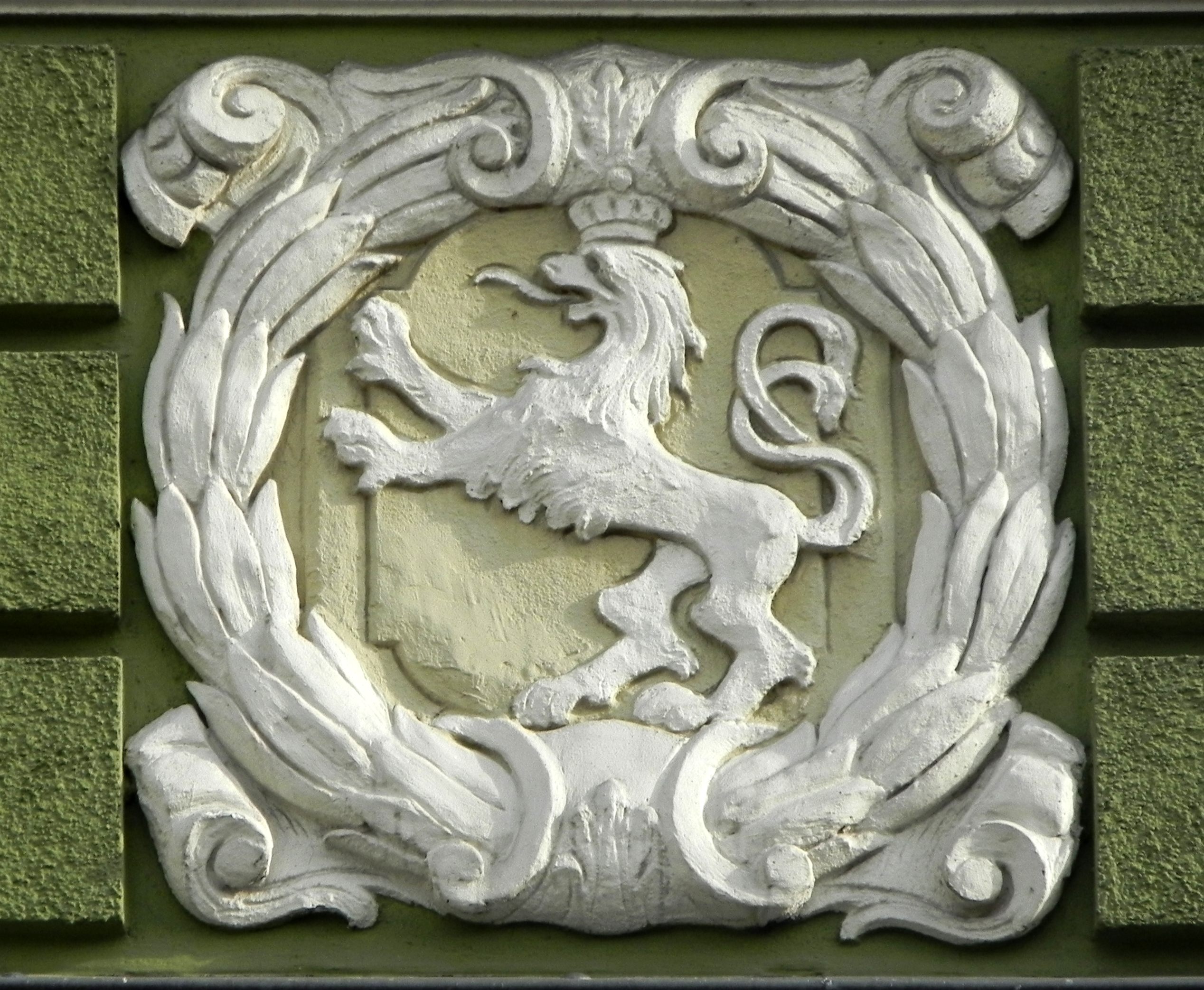
An einem Wohnhaus